# 清水勤
清水 勤（しみず つとむ、1935年4月5日- ）は、日本の経営評論家。

## 来歴
兵庫県神戸市出身。1958年東京大学教育学部教育心理学科卒、東京芝浦電気に入社し、人材開発部担当課長、総合企画部担当課長、勤労部福祉担当課長、76年日野工場総務部長、78年原子力事業本部総務室長、81年人材開発部担当部長を経て退職。職業能力開発総合大学校教授に就任。2001年退任後、HRDリサーチを設立しコンサルタントとなり、多数のビジネス書を執筆。1974年、日本労務管理協会藤林賞を受賞。

## 著書
- 『能力管理』日本経営出版会 現代の管理科学 1971
- 『OJTと組織開発 職場内教育と再発見』総合労働研究所 LD文庫　1972
- 『仕事の教え方・部下の育て方 OJT入門』ビジネス社 部下管理入門シリーズ　1976
- 『会社コトバの世界 職場で失敗しないためのキーワード』青葉出版 1978
- 『会社とは 実力社員への序章』日本コンサルタント・グループ 1979
- 『日本的経歴管理 適性発見と能力開発の進め方』日本経営者団体連盟弘報部 1979
- 『議論・討論に必ず勝つコツ 相手を納得ずくで言い負かす法』日本実業出版社 1981
- 『実力管理者の条件』総合労働研究所 LD文庫　1981
- 『問題解決に強くなる本 行動科学的センスの育て方』産業能率大学出版部 1981
- 『管理センスとしての組織開発』通信事業教育振興会 1982
- 『部長になれる人課長でおわる人 後悔しない自分の選択』経済界 1982
- 『「新人類」採用・教育マニュアル』朝日出版社 1986
- 『組織活性化と職場風土の育成』日本能率協会 能力開発革新シリーズ 1986
- 『議論に負けない知的会話術』日本文芸社 1987
- 『実力社員へのステップ42』清話会出版 1987
- 『管理の中のOJT どんな管理者にも実践できる』日本労働協会 1988
- 『「腹心」の研究 組織を生きる陰のパワーポリティックス』日本文芸社 1988
- 『部下の共感を呼ぶ「E型」リーダーへの挑戦 若い力を最大限に伸ばす活性化管理のコツ』清話会出版 1988
- 『「E型リーダー」が会社を伸ばす 非まじめ時代の名プロデューサー 元気の出る職場に変える方法』ベストセラーズ 1989
- 『人を動かす力』日本経営者団体連盟広報部 1989
- 『議論に負けない鉄壁会話術 相手を必ず論破する高等テクニック!』日本文芸社 1990
- 『会社人事入門』日本経済新聞社 1991
- 『職場の活性化!これがノウハウ! 「爽やか・はつらつ」部下への育成・教育・指導のポイント』清話会出版 1991
- 『定着対策の考え方と実際 やめない職場・居つく職場のつくり方』日本経営者団体連盟広報部 1991
- 『こんな上司だから辞められる』日本経済新聞社 1992
- 『「時短」時代のマネジメント』日本経営者団体連盟広報部 1993
- 『できる社員の実践課題 チェックリストで自己成長』清話会出版 1993
- 『部下に恵まれる人、恵まれない人 はじめから"できる部下"などいるわけがない!』PHP研究所 1993
- 『問題解決のリーダーシップ この目のつけどころ、手の打ち方が最大の効果を上げる』日本実業出版社 1993
- 『管理者の常識とマナー 仕事と人間関係をスムーズにこなすための』清話会出版 エクセレント・マネジメント・シリーズ 1995
- 『"わくわく"職場のつくり方』日本経営者団体連盟広報部 1995
- 『サラリーマン、「会社コトバ」にご用心! なぜ食い違う?上司の思惑・部下の思惑』文香社 1998
- 『管理者ハンドブック 新時代のリーダーシップと部下指導 1999年版』清話会出版 1999
- 『給与革命に勝つ人負ける人』祥伝社 ノン・ブック　2000
- 『議論に絶対負けない会話術 相手を必ず論破する悪魔のテクニック』日本文芸社 日文新書　2001
- 『議論に負けない知的会話術 相手に「手ごわい」と思わせる鉄壁テクニック』日本文芸社 日文新書　2002
- 『図説議論に絶対負けない会話術 交渉説得プレゼンに勝つ!』日本文芸社 2005

### 共著
- 『職場ぐるみ訓練 全員参加経営の実現』高橋達男,影山裕子共著 産業能率短期大学出版部 1971

### 翻訳
- J.J.オコンネル『組織をエンジニアリングする』産業能率短期大学出版部 1970
- J.W.ローシュ, P.R.ローレンス 編著『変化適応の組織』監訳 産業能率短期大学出版部 1973
- ジョージ・S・オディオーン『目標訓練 教育訓練の経済的効果』日本生産性本部 1973